# 小雪沢駅
小雪沢駅（こゆきざわえき）は、かつて秋田県大館市雪沢字下谷地にあった同和鉱業（現・小坂製錬）小坂線（小坂鉄道）の駅（廃駅）である。
762 mm軌間の軽便鉄道規格路線時代には、当駅にて電気機関車と蒸気機関車の付け替えを行っていた。

## 歴史
- 1915年（大正4年）10月20日：北秋田郡長木村に開業[1]。
- 1949年（昭和24年）12月10日：当駅 - 茂内駅間電化。
- 1961年（昭和36年）10月1日：当駅の旅客営業廃止に伴い廃駅。

## 駅構造
単式ホーム1面1線と側線を有する地上駅であった。現在でもホームと側線跡が残っている。

## 駅周辺
廃駅時点では車道や老人福祉センターは存在していない。
- 秋田県道2号大館十和田湖線（樹海ライン）
- 長木川
- 大館市立老人福祉センター
- 雪沢温泉清風荘

## 隣の駅
同和鉱業
小坂線
岱野駅 - 小雪沢駅 - 雪沢鉱泉駅